# Jeff Scheftel
Jeff Scheftel est un producteur, scénariste, réalisateur, monteur, directeur de la photographie et acteur.

## Filmographie

### comme producteur
- 2004 : The 10th Annual Walk of Fame Honoring Smokey Robinson (TV)
- 1987 : Biography (série télévisée)
- 1989 : Terrorism: Target USA (TV)
- 1990 : Flashbacks
- 1991 : Emergency Call (série télévisée)
- 1993 : Détective Conan (série télévisée)
- 1995 : Alien Encounters from New Tomorrowland (TV)
- 1995 : Trailer Park (série télévisée)
- 1995 : Intimate Portrait: Yoko Ono (TV)
- 1996 : The 38th Annual Grammy Awards (TV)
- 1996 : Portraits of Courage (série télévisée)
- 1996 : Bearing the Torch: Politics & the Olympics (TV)
- 1997 : Mahalia Jackson: The Power and the Glory
- 1997 : Mahalia Jackson Sings
- 1997 : Twentieth Century Fox les 50 premières années (20th Century-Fox: The First 50 Years) (TV)
- 1998 : Super Structures of the World (série télévisée)
- 1998 : Prophecies
- 1998 : Modern Marvels (série télévisée)
- 1998 : The 40th Annual Grammy Awards (TV)
- 1999 : One Love: The Bob Marley All-Star Tribute (TV)
- 1999 : The 41st Annual Grammy Awards (TV)
- 2000 : Operation Thunderbolt: Entebbe (TV)
- 2000 : The 42nd Annual Grammy Awards (TV)
- 2000 : Stand and Be Counted (TV)
- 2000 : The 1st Annual Latin Grammy Awards (TV)
- 2001 : MTV: Grammys Uncensored (TV)
- 2001 : The 43rd Annual Grammy Awards (TV)
- 2001 : Welcome to Death Row (vidéo)
- 2002 : Sounds of Memphis (TV)
- 2002 : The 44th Annual Grammy Awards (TV)
- 2003 : The 45th Annual Grammy Awards (TV)
- 2003 : The University Greys: From Students to Soldiers
- 2003 : 3rd Annual BET Awards (TV)
- 2003 : Du Mali au Mississippi ("The Blues") (feuilleton TV)
- 2003 : The 9th Annual Walk of Fame Honoring Aretha Franklin (TV)
- 2003 : Eye for an Eye (série télévisée)
- 2004 : The 46th Annual Grammy Awards (TV)
- 2004 : BET Comedy Awards (TV)
- 2004 : The 10th Annual Walk of Fame Honoring Smokey Robinson (TV)
- 2006 : TV Junkie

### comme scénariste
- 2002 : Sounds of Memphis (TV)
- 1989 : Terrorism: Target USA (TV)
- 1990 : Flashbacks
- 1996 : The 38th Annual Grammy Awards (TV)
- 1996 : Bearing the Torch: Politics & the Olympics (TV)
- 1997 : Mahalia Jackson: The Power and the Glory
- 1997 : Mahalia Jackson Sings
- 1998 : Prophecies
- 1998 : Modern Marvels (série télévisée)
- 1998 : The 40th Annual Grammy Awards (TV)
- 1999 : The 41st Annual Grammy Awards (TV)
- 2000 : Operation Thunderbolt: Entebbe (TV)
- 2000 : The 42nd Annual Grammy Awards (TV)
- 2001 : The 43rd Annual Grammy Awards (TV)
- 2001 : Welcome to Death Row (vidéo)
- 2002 : Sounds of Memphis (TV)
- 2002 : The 44th Annual Grammy Awards (TV)
- 2003 : 3rd Annual BET Awards (TV)
- 2003 : The 9th Annual Walk of Fame Honoring Aretha Franklin (TV)
- 2004 : BET Comedy Awards (TV)

### comme réalisateur
- 1987 : Biography (série télévisée)
- 1990 : Flashbacks
- 1991 : Emergency Call (série télévisée)
- 1996 : Portraits of Courage (série télévisée)
- 1996 : Bearing the Torch: Politics & the Olympics (TV)
- 1997 : Mahalia Jackson: The Power and the Glory
- 1997 : Mahalia Jackson Sings
- 1998 : Prophecies
- 1998 : Modern Marvels (série télévisée)
- 2000 : Stand and Be Counted (TV)
- 2001 : Earthship.TV (TV)
- 2001 : Welcome to Death Row (vidéo)

### comme monteur
- 1990 : Flashbacks
- 2004 : BET Comedy Awards (TV)
- 2004 : The 10th Annual Walk of Fame Honoring Smokey Robinson (TV)

### comme directeur de la photographie
- 1990 : Flashbacks
- 1991 : Emergency Call (série télévisée)
- 1998 : Modern Marvels (série télévisée)

### comme acteur
- 1978 : L'Invasion des profanateurs (Invasion of the Body Snatchers)
- 1988 : Salsa